# Chrysococcyx cupreus

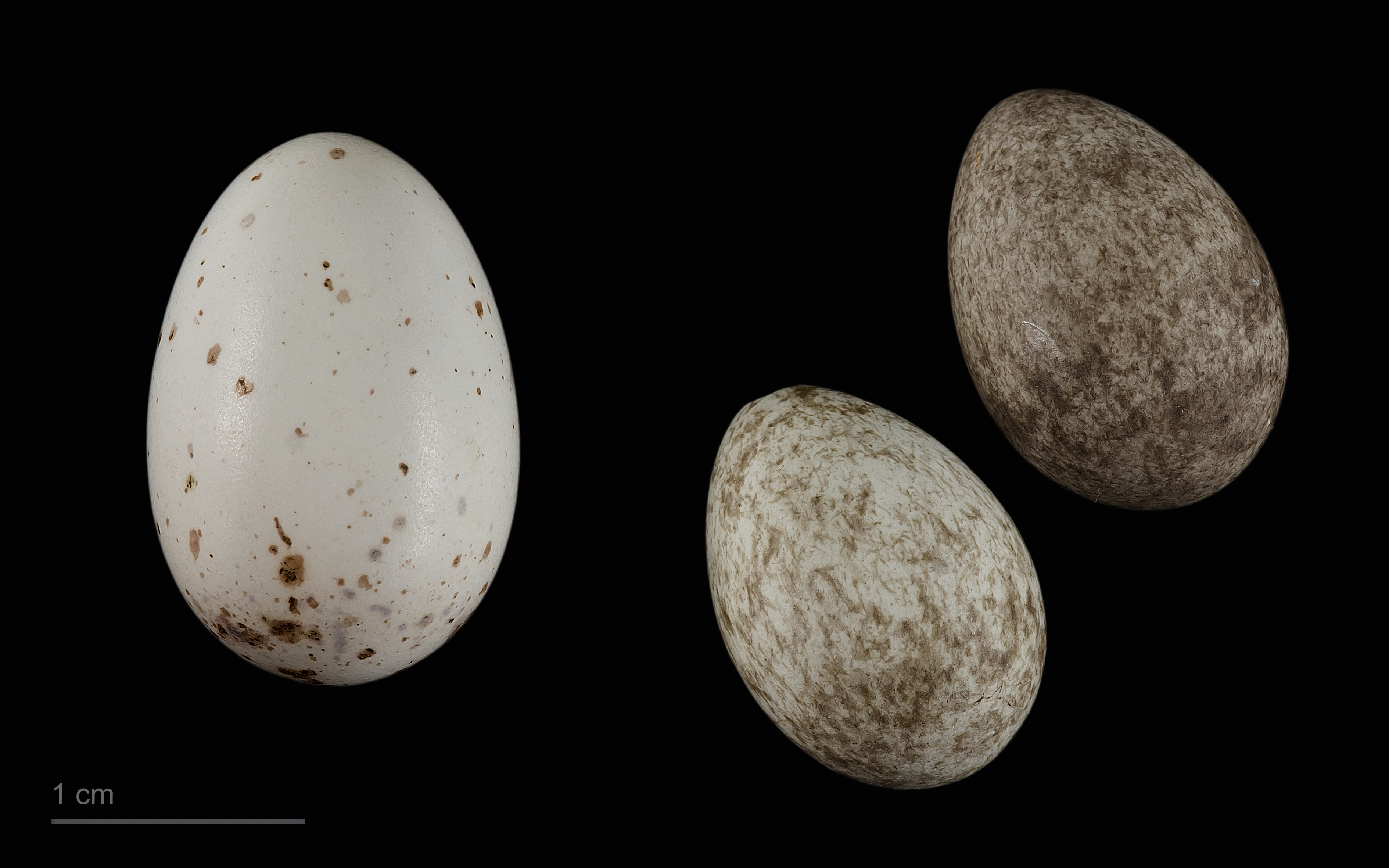
Chrysococcyx cupreus en un nesto de Anabathmis newtonii - MHNT

El cuclillo esmeralda africano o cuco esmeralda  (Chrysococcyx cupreus) es una especie de ave cuculiforme perteneciente a la familia Cuculidae que vive en África.

## Distribución y hábitat
Se encuentra en las selvas y sabanas arboladas del África Subsahariana.

## Subespecies
- Chrysococcyx cupreus cupreus
- Chrysococcyx cupreus intermedium
- Chrysococcyx cupreus insularum